# Androstenediol dipropionate
Androstenediol dipropionate (tên thương hiệu Bisexovis, Bisexovister, Ginandrin, Stenandiol), hoặc 3β 5 androstenediol, 17β-dipropionate, còn được gọi là androst-5-ene-3β, 17β-diol 3β, 17β-dipropionate, là một tổng hợp anabolic androgen steroid và một este androgen - đặc biệt, các dipropionate diester của 5 androstenediol (androst-5-ene-3β, 17β-diol) - đã được đưa ra thị trường trong châu Âu, kể cả ở Tây Ban Nha, Ý, và Áo.